# لوتار ماير
لوتار ماير هو أستاذ جامعي وسياسي ألماني، ولد في 19 يونيو 1944 في فولفاخ في ألمانيا. نشط حزبياً في البديل من أجل ألمانيا والحزب الديمقراطي الاجتماعي الألماني (1985 – 1985). في الانتخابات الفيدرالية الألمانية 2017، انتخب عضو في البوندستاغ الألماني عن دائرة Stuttgart II (electoral district) ‏ وقد انضم خلال البوندستاغ الألماني التاسع عشر (24 أكتوبر 2017 – ) للكتلة البرلمانية جماعة حزب البديل من أجل ألمانيا في البوندستاغ ‏.